# 1-(3-fluorofenil)-N-((3-fluorofenil)metilideneamino)metanimin
1-(3-fluorofenil)-N-((3-fluorofenil)metilideneamino)metanimin je agonist glutamatnog receptora.